# St.-Quirin-Platz (métro de Munich)
St.-Quirin-Platz (en allemand : U-Bahnhof St.-Quirin-Platz) est une station de la ligne U1 du métro de Munich. Elle est située sous la Fromundstraße et la St-Quirin-Platz dans le secteur d'Obergiesing, à proxilmité de la limite avec le secteur Untergiesing-Harlaching, à Munich en Allemagne.
Mise en service en 1997, elle est desservie, par les rames de la ligne U1 du métro de Munich.

## Situation sur le réseau

Plan du métro (2020).

Établie en souterrain, la station St.-Quirin-Platz de la ligne U1 du métro de Munich est située entre la station Wettersteinplatz, en direction du terminus Olympia-Einkaufszentrum, et la station Mangfallplatz, terminus sud de la ligne U1,.
Elle dispose d'un quai central encadré par les deux voies de la ligne.

## Histoire
La station St.-Quirin-Platz est mise en service le 8 novembre 1997, lors de l'ouverture à l'exploitation du prolongement sud de Kolumbusplatz au nouveau terminus de Mangfallplatz. La première planification de la ligne n'inclut pas cette station, mais comme une distance de 1,4 kilomètre est trop importante, il est décié de construire une station à proximité immédiate du Mittlerer Ring. C'est l'équipe du métro, sous la direction de Paul Kramer, en coopération avec le cabinet d'ingénierie Ulrich Elsner, qui produit le projet de la station. Le choix architectural est inédit sur le réseau, notamment la partie nord avec une vaste verrière recouvrant le halle d'accès et ses relations, escaliers mécaniques et ascenseurs, avec le quai central au niveau inférieur. Cette structure s'intègre dans l'espace vert Am Hohen Weg et apporte un éclairage naturel jusqu'au quai.

Architecture de la station
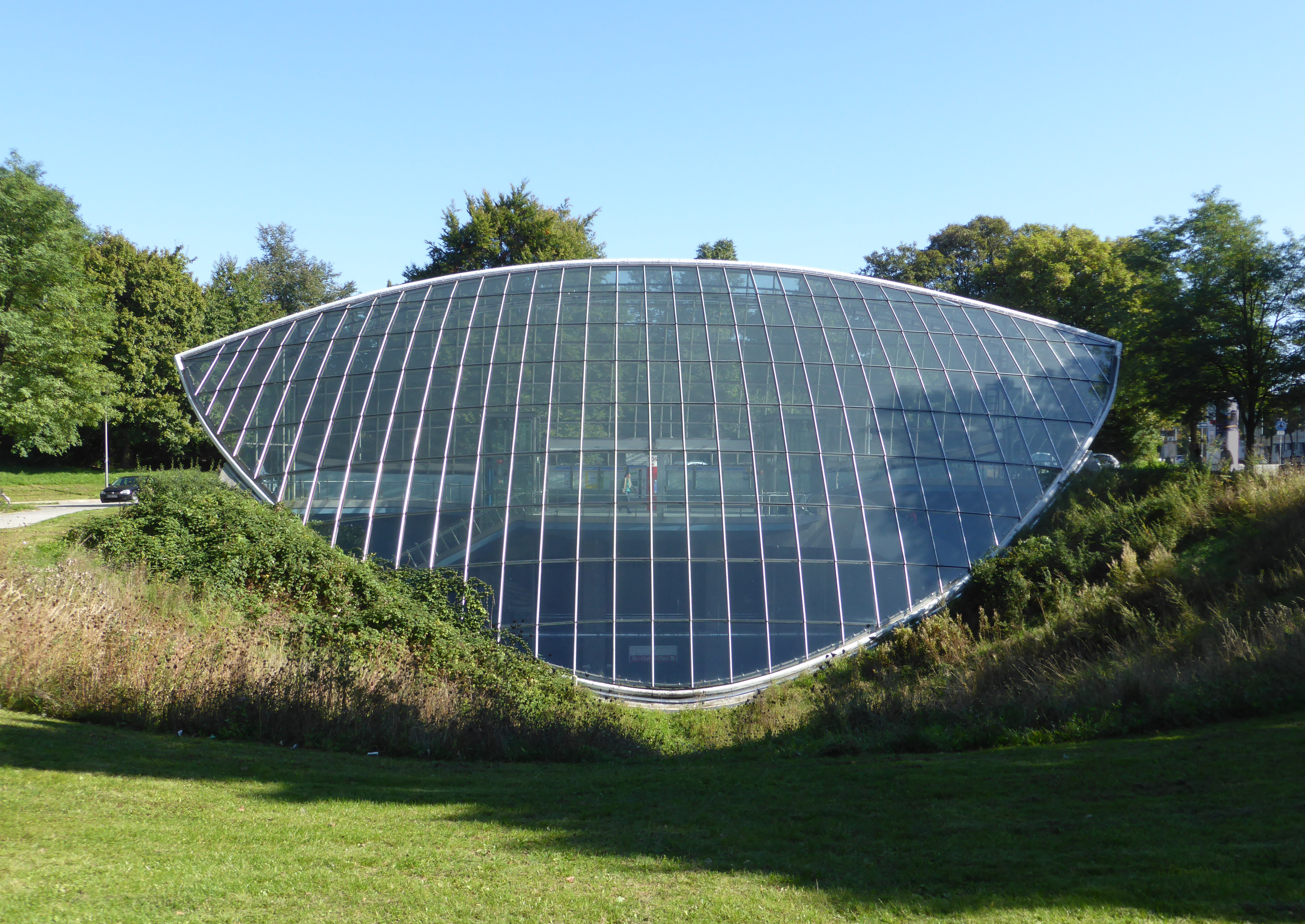
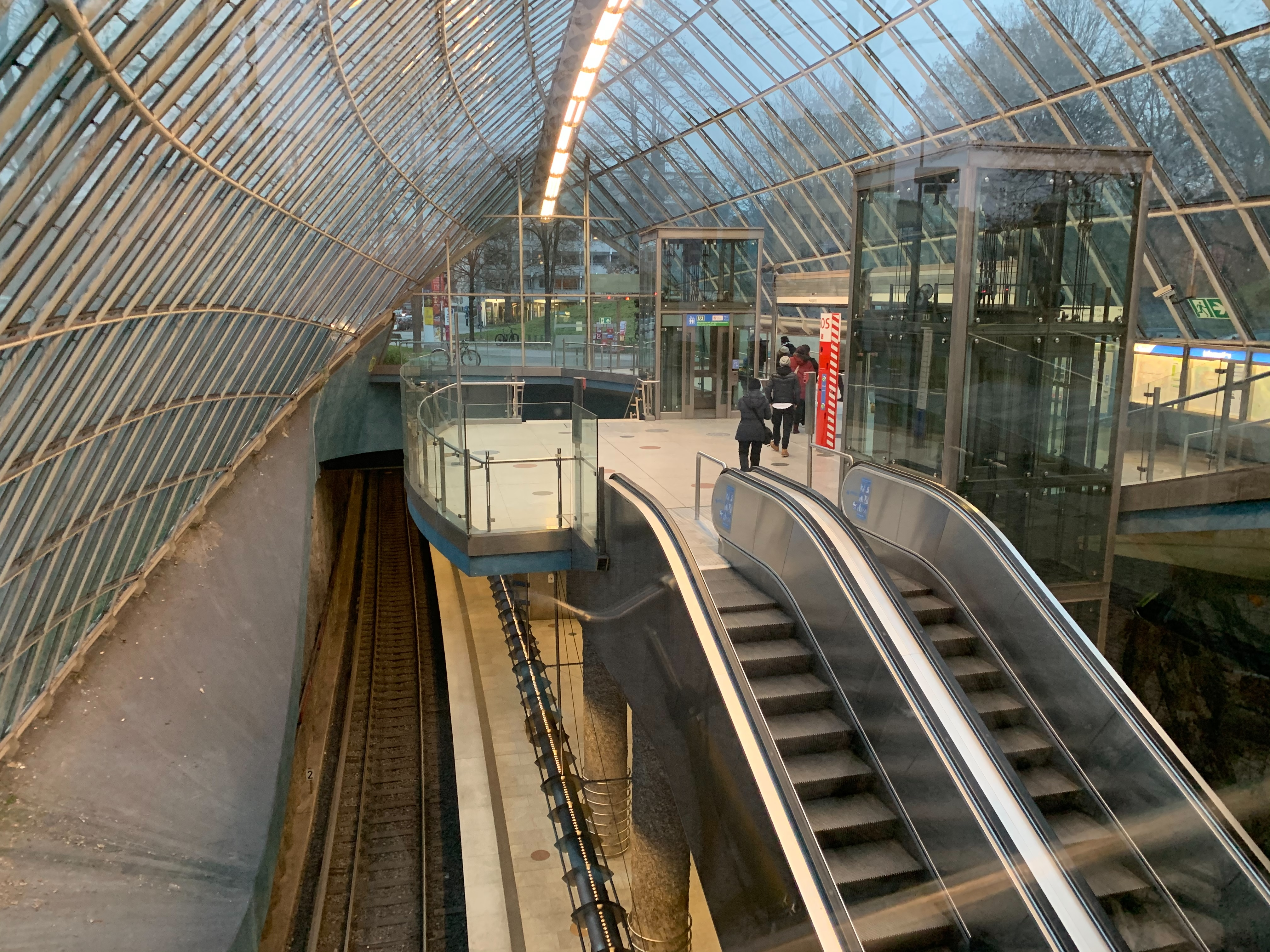
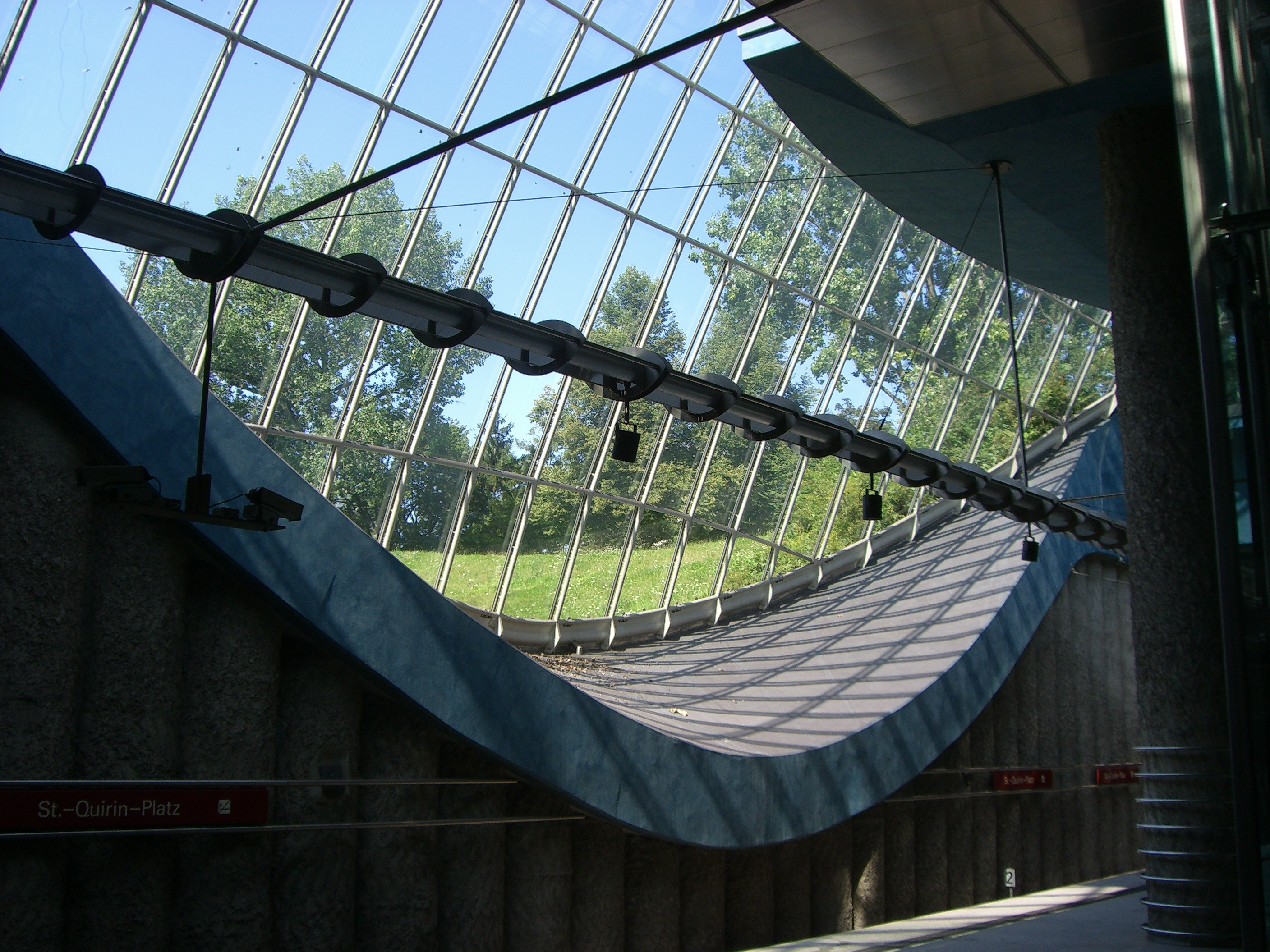

## Services aux voyageurs

### Accès et accueil
Station souterraine, elle est située, en courbe sur un axe nord-sud, entre le jardin public au nord et la St.-Quirin-Platz au sud. L'accès nord, sous la verrière, donne directement, sans marche, sur une mezzanine reliée au quai par un escalier fixe, deux escaliers mécaniques et deux ascenseurs. Au sud une bouche d'accès permet également d'accéder au quais via des escaliers fixes et des escaliers mécaniques. La station, située en zone M, dispose d'automates pour l'achat de titres de transport, elle est accessible aux personnes à la mobilité réduite.

Installations
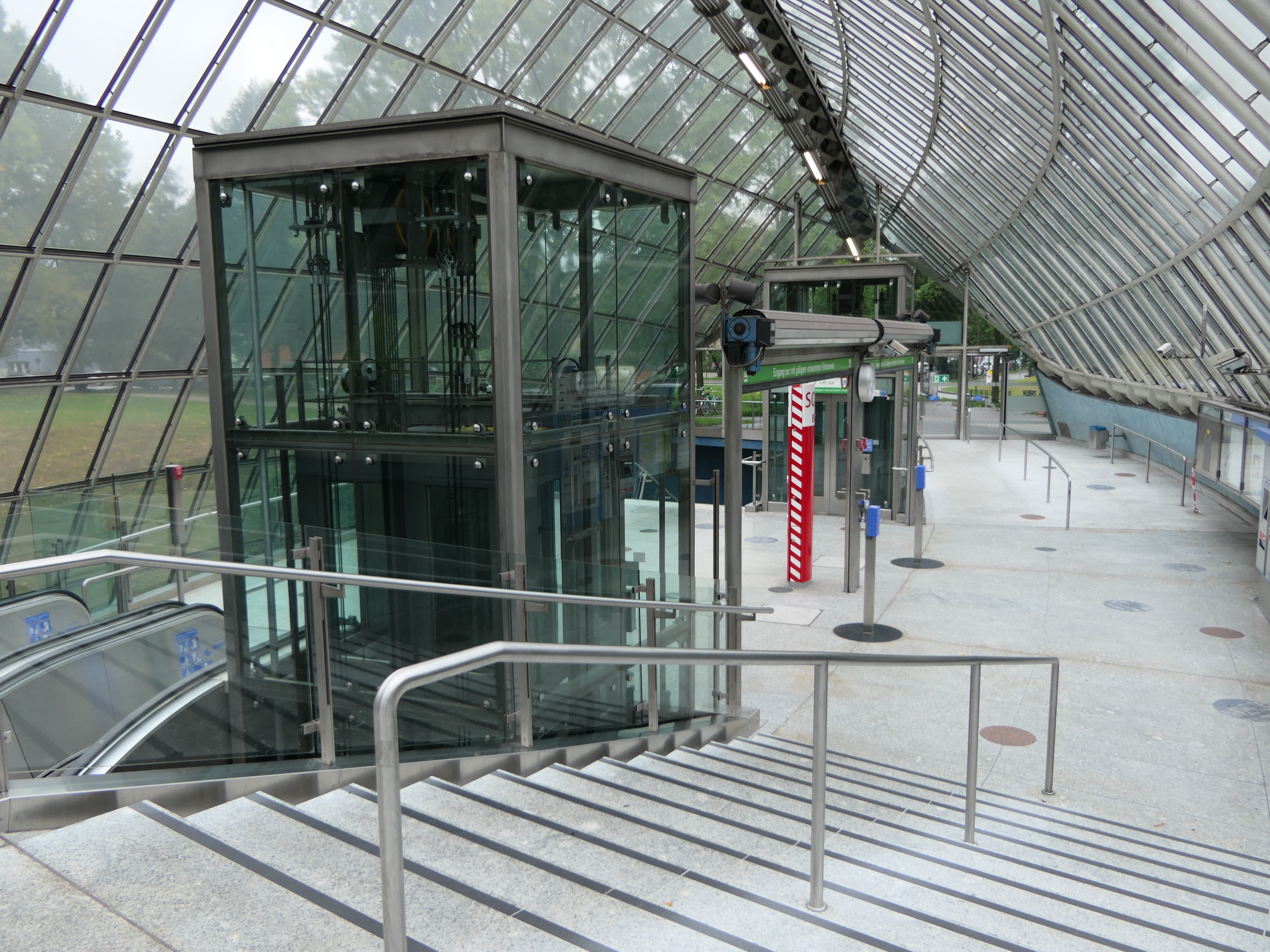
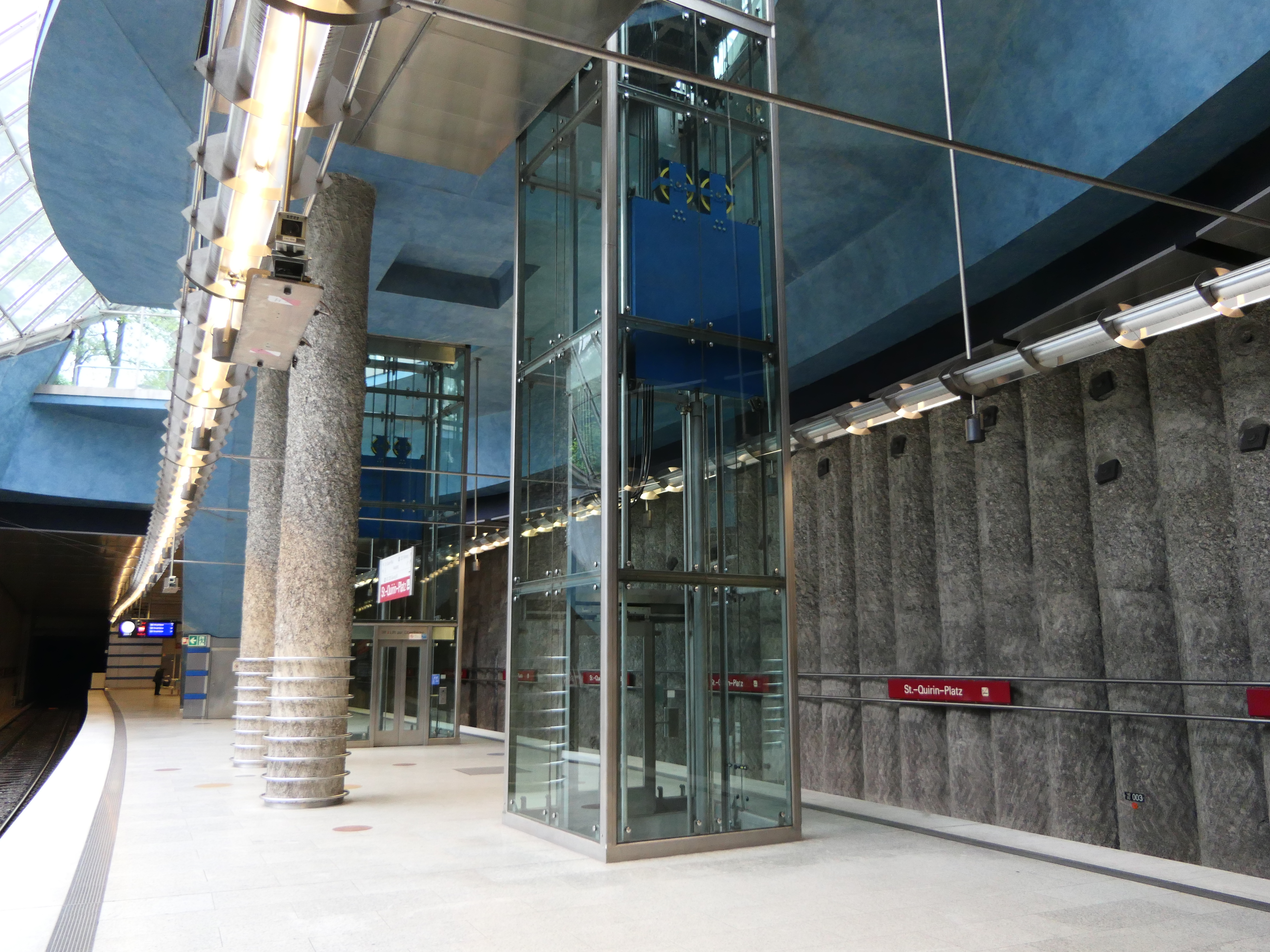
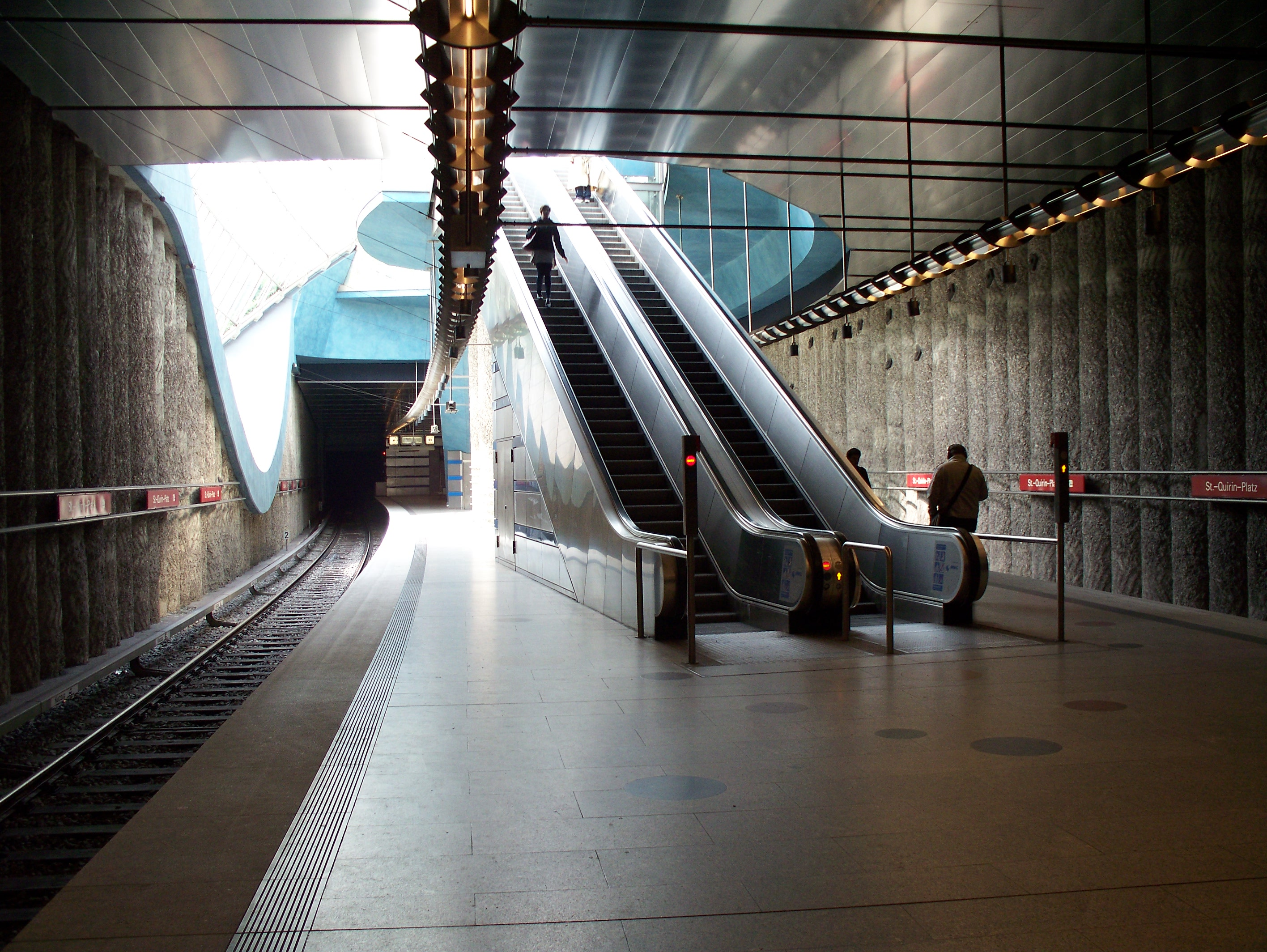

### Desserte
St.-Quirin-Platz  est desservie par les rames de la ligne U1 du métro de Munich.

Installations et desserte
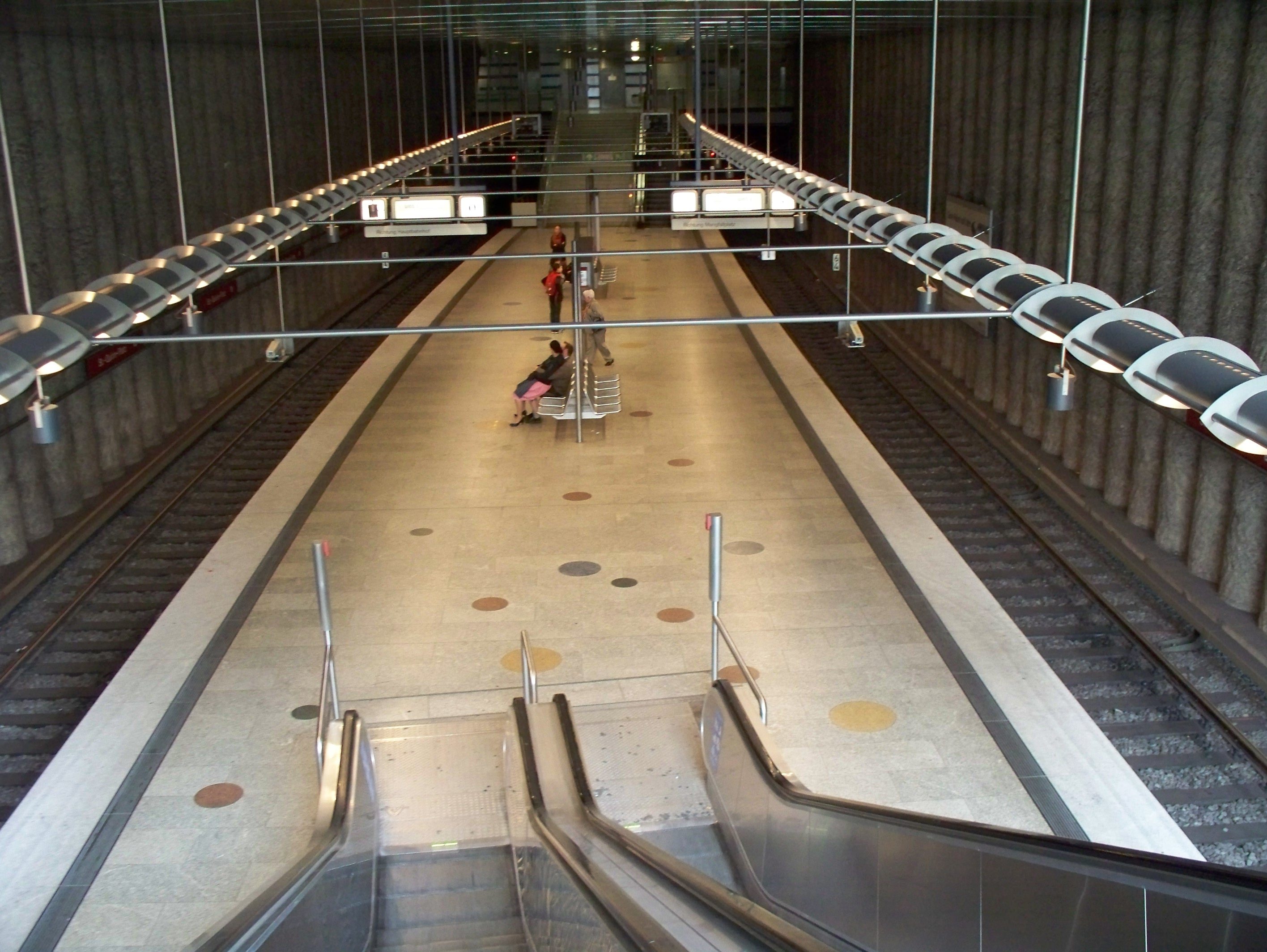
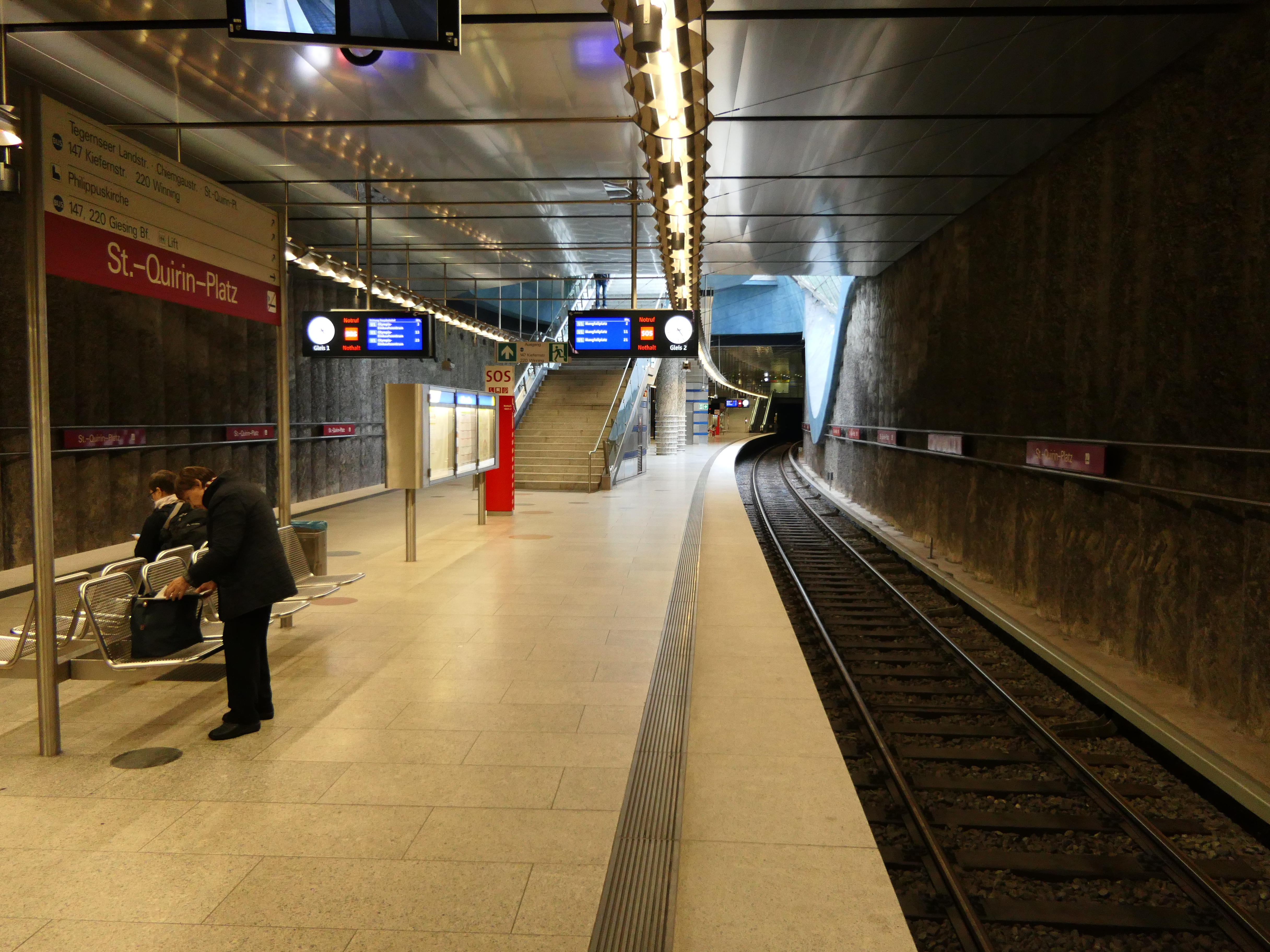
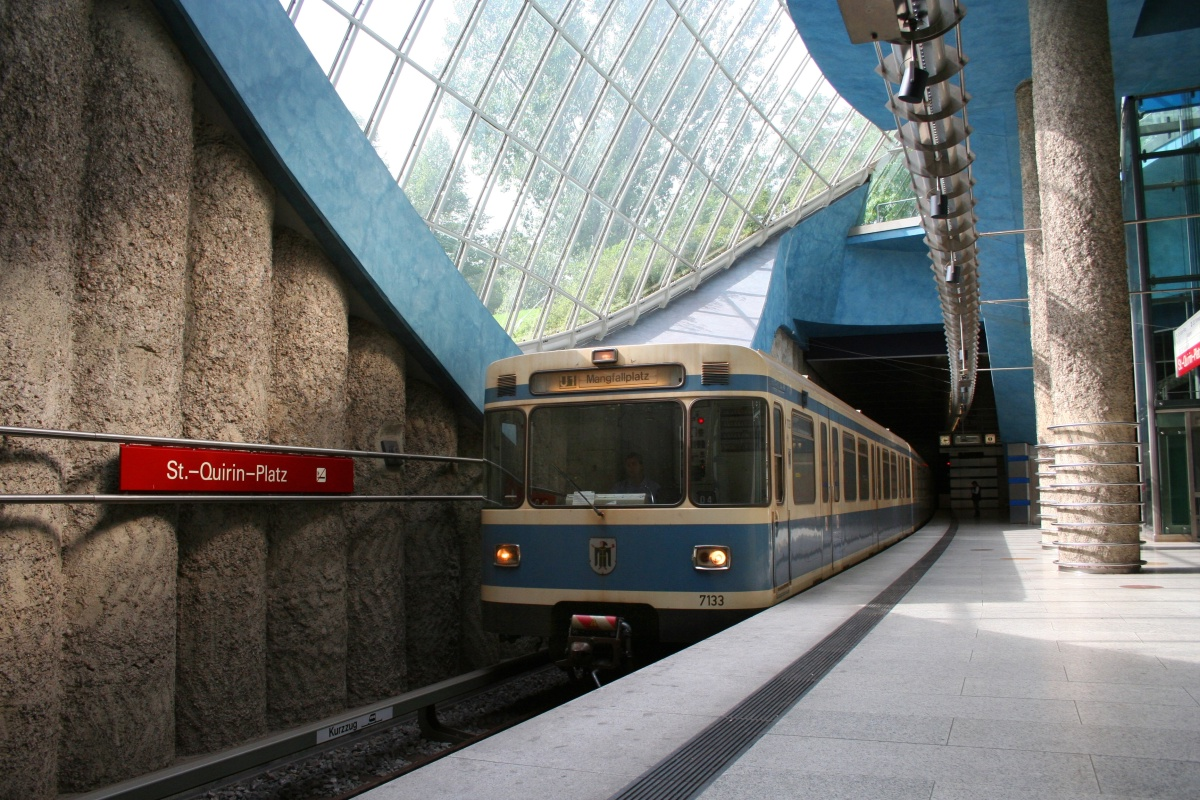

### Intermodalité
Des arrêts de bus, situés au sud de la station, sont desservis par les lignes 147 et 220. Des parcs pour les vélos sont également situés au sud.